# Supersport 300
Supersport 300 är en klass inom motorcykelsporten roadracing. Internationella motorcykelförbundet (FIM) tilldelade klassen status som världsmästerskap 2017. Supersport 300 körs normalt i samma evenemang som Superbike och Supersport. Klassen är baserad på standardmotorcyklar med fyrtaktsmotorer med ungefär 300 cm³ cylindervolym. De får ha en eller två cylindrar. Motorcyklarna som deltar är homologiserade av FIM. Syftet med den nya klassen sades vara att skapa en instegsklass till Supersport och Superbike.

## Världsmästare
| År   | Världsmästare   | Motorcykel         |
| ---- | --------------- | ------------------ |
| 2017 | Marc García     | Yamaha YZF R-3     |
| 2018 | Ana Carrasco    | Kawasaki Ninja 400 |
| 2019 | Manuel González | Kawasaki Ninja 400 |
| 2020 | Jeffrey Buis    | Kawasaki Ninja 400 |